# Daniele Giacomin
Daniele Giacomin (Padova, 15 agosto 1968) è un ex hockeista su ghiaccio italiano.

## Carriera

### Club
Giacomin ha giocato pressoché tutta la carriera con la maglia dell'HC Bolzano, con cui ha vinto cinque scudetti (1994-1995, 1995-1996, 1996-1997, 1997-1998 e 1999-2000) e una Alpenliga (1993-1994) e un Torneo Sei Nazioni (1994-1995). Soltanto due sono le stagioni non in maglia biancorossa: nella stagione 1996-1997 ha giocato la maggior parte della stagione in prestito al Laces Val Venosta, in serie A2; mentre l'ultima stagione della sua carriera la disputò con l'HC Merano.

### Nazionale
Vanta anche 10 presenze nella nazionale italiana, tra il 1990 ed il 1994.

## Palmarès

### Club
- Campionato italiano: 5

Bolzano: 1989-90, 1994-95, 1995-96, 1997-98, 1999-00
- Alpenliga: 1

Bolzano: 1993-1994
- Torneo Sei Nazioni: 1

Bolzano: 1994-1995